# Hypena purpurascens
Hypena purpurascens là một loài bướm đêm trong họ Erebidae.